# برونو والدز (بازیکن فوتبال، زاده ۲۰۰۲)
برونو والدز (انگلیسی: Bruno Valdez؛ زادهٔ ۴ ژانویهٔ ۲۰۰۲) بازیکن فوتبال است.
وی همچنین در تیم‌های ملی فوتبال Argentina national under-17 football team بازی کرده‌است.